# امحصن (المضاربة والعارة)

تعديل مصدري - تعديل

امحصن هي إحدى قرى عزلة المضاربة بمديرية المضاربة والعارة التابعة لمحافظة لحج، بلغ تعداد سكانها 142 نسمة حسب تعداد اليمن لعام 2004.